# Pfaffenhoffen
Pfaffenhoffen è un comune francese di 2 789 abitanti situato nel dipartimento del Basso Reno nella regione del Grand Est.

## Società

### Evoluzione demografica
Abitanti censiti